# TrustRank
El TrustRank és una tècnica d'anàlisi d'hiperenllaços descrita en un document elaborat per la Universitat Stanford i Yahoo!. Aquest sistema separa les pàgines web útils de les que contenen spam de manera semiautomàtica.
Moltes pàgines web que contenen spam són creades només amb la intenció d'enganyar els motors de cerca. Aquestes pàgines, creades principalment per a raons comercials, usen diverses tècniques per aconseguir una classificació més alta en els resultats dels cercadors. Mentre que els experts humans poden identificar fàcilment el spam, és massa costós avaluar un gran nombre de pàgines manualment.
Un mètode popular per a millorar la classificació és augmentar artificialment la importància percebuda d'un document a través de complexos sistemes de vinculació. El PageRank de Google i altres mètodes creats per a determinar la importància relativa dels documents de la Web han estat objecte de manipulació.
El mètode TrustRank sol·licita que un petit conjunt de pàgines d'exemple siguin avaluades per un expert. Quan les pàgines que tenen bona reputació han estat identificades manualment, es rastregen altres pàgines comparant-les amb les d'exemple. L'índex de fiabilitat d'una pàgina disminueix a mesura que s'assembla més a les pàgines qualificades com a spam pels experts.
Els investigadors que van proposar la metodologia TrustRank han seguit perfeccionant la seva feina mitjançant l'avaluació de temes relacionats, com el mesurament de la massa de spam.